# Asota
Asota é um gênero de traça pertencente à família Arctiidae.